# Гайнц Раге
Гайнц Раге (нім. Heinz Rahe; 15 березня 1916, Ноймюнстер — 24 лютого 1944, Атлантичний океан) — німецький офіцер-підводник, капітан-лейтенант крігсмаріне.

## Біографія
5 квітня 1935 року вступив на флот. З березня 1940 року — вахтовий офіцер на торпедному катері «Вольф». З листопада 1940 по квітень 1941 року пройшов курс підводника. В квітні-вересні 1941 року — 1-й вахтовий офіцер на підводному човні U-73. В листопаді-грудні пройшов курс командира човна. З 14 січня 1942 року — командир U-257, на якому здійснив 6 походів (разом 293 дні в морі). 24 лютого 1944 року U-257 був потоплений в Північній Атлантиці північніше Азорських островів (47°19′ пн. ш. 26°00′ зх. д.) глибинними бомбами британського фрегата «Нене» і канадського «Васкасу».  19 членів екіпажу були врятовані, 30 (включаючи Раге) загинули.

## Звання
- Кандидат в офіцери (5 квітня 1935)
- Морський кадет (25 вересня 1935)
- Фенріх-цур-зее (1 липня 1936)
- Лейтенант-цур-зее (1 квітня 1938)
- Оберлейтенант-цур-зее (1 жовтня 1939)
- Капітан-лейтенант (1 листопада 1942)

## Нагороди
- Медаль «За вислугу років у Вермахті» 4-го класу (4 роки)